# کشتی ارواح (فیلم ۲۰۰۲)
کشتی ارواح (انگلیسی: Ghost Ship) فیلمی آمریکایی استرالیایی در سبک ترسناک است که در سال ۲۰۰۲ منتشر شد. فیلم‌برداری کشتی ارواح در کوئینزلند استرالیا و ونکوور کانادا انجام شد. این فیلم بر خلاف عنوانش ارتباطی به فیلمی با همین عنوان که در سال ۱۹۵۲ ساخته شد، ندارد.

## بازیگران
- گابریل بیرن - کاپیتان شان مورفی
- جولیانا مارگولیس - مورین اپس
- ران الدارد - داج
- دزموند هرینگتون - جک فریمن
- آیزیا واشینگتن - گریر
- امیلی براونینگ - کیتی هاروود
- کارل اربن - ماندر